# Олимпијски спортски центар (Пекинг)
Олимпијски спортски центар (Пекинг), познат и као The National Olympic Sports Centre (поједностављен кинески језик: 国家奥林匹克体育中心; пињин: Guójiā Àolínpǐkè Tǐyù Zhōngxīn) или Olympic Sports Center Stadium (поједностављен кинески језик: 奥体中心体育场; традиционални кинески језик: 奧體中心體育場; пињин: Àotǐ Zhōngxīn Tǐyùchǎng) је вишенаменски стадион у округу Чаојанг, Пекинг, Кина. Тренутно се углавном користи за фудбалске утакмице. Конструисана је 1986. године за Азијске игре 1990. године. Комплекс садржи главни стадион, затворену арену, хокејашки терен и нататоријум.
Реновиран је како би био домаћин Летњих олимпијских игара 2008. где су се одржавале фудбалске утакмице и дијелови трчања и јахања модерних петобоја. За дисциплину јахања, фудбалски терен у језгру терена претворен је у привремени коњички терен високог стандарда. Реновирањем су такође додате четири ротирајуће рампе у стилу павиљона око стадиона.
Стадион има површину од 34.975 м2 (376.470 квадратних стопа), што премашује првобитну површину зграде од 20.000 м2 (220.000 квадратних стопа). Капацитет му се након реновирања удвостручио, са око 18.000 на 36.228.

## Транспорт
Опслужује га станица Аоти Жонгкин (Олимпијски спортски центар) на линији 8 метроа у Пекингу.